# Shinnston
Shinnston é uma cidade localizada no estado norte-americano de Virgínia Ocidental, no Condado de Harrison.

## Demografia
Segundo o censo norte-americano de 2000, a sua população era de 2295 habitantes.
Em 2006, foi estimada uma população de 2244, um decréscimo de 51 (-2.2%).

## Geografia
De acordo com o United States Census Bureau tem uma área de
4,5 km², dos quais 4,5 km² cobertos por terra e 0,0 km² cobertos por água. Shinnston localiza-se a aproximadamente 294 m acima do nível do mar.

## Localidades na vizinhança
O diagrama seguinte representa as localidades num raio de 12 km ao redor de Shinnston.